# Ignat Zemtchenko
Ignat Sergueïevitch Zemtchenko - en russe : Игнат Сергеевич Земченко  et en anglais Ignat Zemchenko - (né le 24 avril 1992 à Kiev en Ukraine) est un joueur professionnel russe de hockey sur glace. Il évolue au poste d'attaquant. Son père Sergueï et son frère Igor ont joué en professionnel.

## Biographie

### Carrière en club
Formé au HK Sokil Kiev, il poursuit son apprentissage en Espagne où sa famille a déménagé. Il revient en Russie et intègre les équipes de jeunes des Krylia Sovetov Moscou. Il est choisi par le Severstal Tcherepovets au cours du repêchage d'entrée dans la KHL 2009 au premier tour en 10e position. Il s'aguerrit alors avec Almaz, l'équipe jeune du Severstal dans la MHL. Le 5 mars 2010, il joue son premier match dans la Ligue continentale de hockey. Il inscrit son premier but le 8 décembre 2010 chez l'Atlant Mytichtchi lors de sa troisième partie. 
En 2013-2014, il joue deux matchs avec l'Ijstal Ijevsk dans la VHL, le deuxième échelon russe.
Lors de la saison 2013-2014, il est prêté plus régulièrement à l'Ijstal Ijevsk. L'équipe atteint la finale de la Coupe Bratine et s'incline quatre victoires à deux face au Toros Neftekamsk.
En 2015-2016, il dispute une partie avec le Severstal Tcherepovets avant d'être échangé au Metallourg Novokouznetsk en retour de Roman Berdnikov et Pavel Dorofeïev le 28 septembre 2015. Sur la saison régulière, il compte treize points dont huit buts en trente-huit parties.
Lors de la saison 2016-2017, Zemtchenko marque dix buts pour vingt-trois points en cinquante-quatre parties, soit la meilleure saison de sa carrière dans la KHL. Le Metallourg Novokouznetsk termine dernier de la KHL.
Il signe au Sibir Novossibirsk le 9 juin 2017. Le 6 octobre 2017, il est échangé au Severstal Tcherepovets en retour d'une compensation monétaire.
Il retourne au Metallourg Novokouznetsk en 2018-2019, l'équipe évoluant alors dans la VHL. Il inscrit quinze points en trente-neuf rencontres de saison régulière.
Lors de la saison 2019-2020, il porte les couleurs de trois clubs de VHL : le Molot Prikamie Perm, le HK Tambov et le KRS-BSU Pékin en Chine. Il dispute un total de trente-cinq matchs pour dix-huit points.
En 2020, il décide de donner une nouvelle orientation à sa carrière en signant chez les Diables rouges de Briançon en France.

### Carrière internationale
Il a représenté la Russie en sélection jeune. Il participe au Championnat du monde junior 2012. Il est aligné par l'entraîneur Valeri Braguine au centre de la quatrième ligne. la Russie décroche la médaille d'argent. Lors de la finale, elle est battue 1-0 en prolongation par la Suède sur un but de Mika Zibanejad.

## Trophées et honneurs personnels

### MHL
- 2011 : participe au Match des étoiles avec la Conférence Ouest.

## Statistiques

### En club
| Saison    | Équipe                     | Ligue            |    | Saison régulière | Saison régulière | Saison régulière | Saison régulière | Saison régulière |   | Séries éliminatoires | Séries éliminatoires | Séries éliminatoires | Séries éliminatoires | Séries éliminatoires |
| Saison    | Équipe                     | Ligue            | PJ | B                | A                | Pts              | Pun              | PJ               | B | A                    | Pts                  | Pun                  |                      |                      |
| 2007-2008 | Krylia Sovetov             | Junior           |    |                  |                  |                  |                  |                  |   |                      |                      |                      |                      |                      |
| 2008-2009 | MHK Krylia Sovetov 2       | Vtoraïa Liga     | 20 | 5                | 7                | 12               | 26               |                  |   |                      |                      |                      |                      |                      |
| 2009-2010 | Almaz                      | MHL              | 51 | 24               | 20               | 44               | 36               | 3                | 0 | 0                    | 0                    | 0                    |                      |                      |
| 2009-2010 | Severstal Tcherepovets     | KHL              | 1  | 0                | 0                | 0                | 0                |                  |   |                      |                      |                      |                      |                      |
| 2010-2011 | Almaz                      | MHL              | 40 | 17               | 21               | 38               | 12               | 5                | 1 | 2                    | 3                    | 2                    |                      |                      |
| 2010-2011 | Severstal Tcherepovets     | KHL              | 16 | 2                | 2                | 4                | 4                | 3                | 0 | 0                    | 0                    | 0                    |                      |                      |
| 2011-2012 | Almaz                      | MHL              | 24 | 12               | 10               | 22               | 18               | 10               | 4 | 2                    | 6                    | 16                   |                      |                      |
| 2011-2012 | Severstal Tcherepovets     | KHL              | 22 | 1                | 1                | 2                | 7                | -                | - | -                    | -                    | -                    |                      |                      |
| 2012-2013 | Severstal Tcherepovets     | KHL              | 41 | 6                | 4                | 10               | 4                | 6                | 0 | 0                    | 0                    | 2                    |                      |                      |
| 2012-2013 | Almaz                      | MHL              | 2  | 3                | 0                | 3                | 0                | 3                | 0 | 2                    | 2                    | 4                    |                      |                      |
| 2013-2014 | Severstal Tcherepovets     | KHL              | 31 | 4                | 3                | 7                | 4                | 4                | 0 | 0                    | 0                    | 0                    |                      |                      |
| 2013-2014 | Ijstal Ijevsk              | VHL              | 2  | 0                | 2                | 2                | 0                | -                | - | -                    | -                    | -                    |                      |                      |
| 2014-2015 | Severstal Tcherepovets     | KHL              | 16 | 2                | 1                | 3                | 0                | -                | - | -                    | -                    | -                    |                      |                      |
| 2014-2015 | Ijstal Ijevsk              | VHL              | 9  | 2                | 4                | 6                | 4                | 14               | 2 | 6                    | 8                    | 20                   |                      |                      |
| 2015-2016 | Severstal Tcherepovets     | KHL              | 1  | 0                | 0                | 0                | 2                | -                | - | -                    | -                    | -                    |                      |                      |
| 2015-2016 | Metallourg Novokouznetsk   | KHL              | 37 | 8                | 5                | 13               | 24               | -                | - | -                    | -                    | -                    |                      |                      |
| 2016-2017 | Metallourg Novokouznetsk   | KHL              | 54 | 10               | 13               | 23               | 60               | -                | - | -                    | -                    | -                    |                      |                      |
| 2017-2018 | Sibir Novossibirsk         | KHL              | 6  | 0                | 0                | 0                | 0                | -                | - | -                    | -                    | -                    |                      |                      |
| 2017-2018 | Severstal Tcherepovets     | KHL              | 15 | 0                | 2                | 2                | 15               | -                | - | -                    | -                    | -                    |                      |                      |
| 2017-2018 | Neftekhimik Nijnekamsk     | KHL              | 4  | 0                | 0                | 0                | 0                | -                | - | -                    | -                    | -                    |                      |                      |
| 2018-2019 | Metallourg Novokouznetsk   | VHL              | 39 | 4                | 11               | 15               | 34               | 3                | 0 | 2                    | 2                    | 0                    |                      |                      |
| 2019-2020 | Molot Prikamie Perm        | KHL              | 13 | 0                | 4                | 4                | 12               | -                | - | -                    | -                    | -                    |                      |                      |
| 2019-2020 | HK Tambov                  | VHL              | 5  | 0                | 2                | 2                | 2                | -                | - | -                    | -                    | -                    |                      |                      |
| 2019-2020 | KRS-BSU Pékin              | VHL              | 17 | 4                | 8                | 12               | 10               | -                | - | -                    | -                    | -                    |                      |                      |
| 2020-2021 | Diables rouges de Briançon | Ligue Magnus     | 20 | 4                | 3                | 7                | 20               | -                | - | -                    | -                    | -                    |                      |                      |
| 2021-2022 | CG Puigcerdà               | Primera División | 21 | 29               | 33               | 62               | 16               | 6                | 2 | 7                    | 9                    | 6                    |                      |                      |
| 2022-2023 | CG Puigcerdà               | Primera División | 18 | 27               | 32               | 59               | 14               | 2                | 1 | 2                    | 3                    | 2                    |                      |                      |

### En équipe nationale
| Année | Compétition                 |   | PJ | B | A | Pts | Pun | +/-               |  | Résultat |
| 2010  | Défi mondial junior A       | 4 | 1  | 0 | 1 | 2   |     | Sixième place     |  |          |
| 2012  | Championnat du monde junior | 7 | 2  | 3 | 5 | 2   | +4  | Médaille d'argent |  |          |